# Изюмский оптико-механический завод
Изюмский оптико-механический завод (ИОМЗ) (укр. Ізюмський оптико-механічний завод) — промышленное предприятие в городе Изюм Харьковской области, прекратившее производственную деятельность.

## История
Изюмский оптико-механический завод был построен в 1956 году на восточной окраине города Изюм, специализацией предприятия стало производство изделий из оптического стекла.
Завод действовал в производственной кооперации с другими предприятиями и научно-исследовательскими организациями СССР, производил уникальную продукцию (так, в 1969 году совместно с Всесоюзным научно-исследовательским институтом медицинского приборостроения были изготовлены пять пар очков с электрической подсветкой, предназначенных для людей, сохранивших 2 % нормального зрения).
В 1979 году на ИОМЗе освоили выпуск контактных линз.
К началу 1990-х годов основной продукцией завода являлись линзы для очков.
В советское время завод входил в число ведущих предприятий города, на балансе завода находились объекты социальной инфраструктуры — Дворец культуры, спорткомплекс, жилой микрорайон для работников завода (по улице Пролетарской), база отдыха на берегу Красноосколького водохранилища.
В июне 1996 года Кабинет министров Украины утвердил решение о приватизации завода.
В августе 1997 года завод был включён в перечень предприятий, имеющих стратегическое значение для экономики и безопасности Украины.
В апреле 1998 года завод был передан в управление министерства промышленной политики Украины.
По состоянию на 1998 год, завод являлся единственным производителем медицинской оптики на территории Украины.
По состоянию на 1998 год, непосредственно перед проведением реструктуризации, завод выпускал оптическую продукцию и стеклянные изделия 14 — 15 наименований, при этом производственные мощности позволяли выпускать до 400 млн линз. 1 ноября 1998 года в ходе реструктуризации из завода было выделено ГП «ИОМЗ-Холдинг» (производственные мощности которого позволяли выпускать до 700 тыс. линз), а оставшаяся часть завода объявлена банкротом.
В 2000 году завод выпустил продукции на 4,9 млн. гривен (на 4,8 % меньше, чем в 1999 году) и закончил 2000 год с убытком в 1,7 млн гривен.
Летом 2001 года положение предприятия осложнилось, объёмы производства резко снизились. В результате, в 2001 году завод сократил объёмы производства продукции на 36,7 % в сравнении с 2000 годом, в январе 2002 года производство было остановлено, но к 13 июня 2002 года с привлечением 2 млн гривен инвестиций российской фирмы «Призма» были отремонтированы 9 из 15 технологических линий и 27 июня 2002 года завод возобновил работу 9 производственных линий (численность работников предприятия в это время составляла 500 человек).
В феврале 2003 года началась процедура санации предприятия.
По состоянию на начало 2004 года, завод имел возможность выпускать продукцию 4 — 5 наименований, к 2006 году положение предприятия ухудшилось в связи с возрастающим импортом в страну изделий из оптического стекла китайского производства, объёмы производства сократились до 400—700 линз в месяц.
По состоянию на начало 2008 года, завод входил в число крупнейших действующих предприятий города, основную часть выпускаемой продукции составляли офтальмологические линзы.
В 2010 году хозяйственный суд Харьковской области начал рассмотрение дела о банкротстве предприятия. 11 ноября 2010 года было объявлено решение о ликвидации завода. В декабре 2010 года из всех производственных цехов предприятия продолжали работу только швейный цех и пилорама.
В марте 2012 года завод остановил производственные процессы (численность работников предприятия в это время составляла 124 человека). 3 апреля 2012 года было объявлено о намерении открыть в производственном корпусе завода совместное с КНР предприятие по производству очков, но этот проект остался не реализованным.

## Дополнительная информация
- образцы продукции завода представлены в экспозиции музея истории изюмской оптики, открытом в августе 2012 года в здании торгового центра «ОПТИКсити» (г. Изюм, ул. Пролетарская, 8)